# فرودگاه‌ام. گراهام کلارک فیلد
فرودگاه‌ام. گراهام کلارک فیلد (به انگلیسی: M. Graham Clark Field, Taney County Airport) یک فرودگاه همگانی بهره‌برداری هوایی با کد یاتا PLK است که یک باند فرود آسفالت دارد و طول باند آن ۱۱۳۹ متر است. این فرودگاه در کشور ایالات متحده آمریکا قرار دارد و در ارتفاع ۲۸۷ متری از سطح دریا واقع شده است.